# Relaciones Eritrea-Rusia
Las relaciones Eritrea-Rusia (en ruso: Российско-эритрейские отношения, en tigriña: ኤርትራ - ናይ ሩሲያ ምትእስሳር) son las relaciones entre dos países, el Estado de Eritrea y la Federación Rusa. 

## Historia
Las relaciones diplomáticas entre los dos países se establecieron el 24 de mayo de 1993. La embajada rusa en Asmara inició sus operaciones en junio de 1994 y la embajada eritrea en Moscú abrió sus puertas dos años después, en junio de 1996. Entre el 23 de diciembre de 2010 y el 22 de julio de 2019, Rusia impuso sanciones a Eritrea.
El embajador extraordinario plenipotenciario de Rusia en Eritrea desde el 25 de febrero de 2009 al 19 de enero de 2015 fue Ígor Nikoláyevich Chubárov. En 2020 el embajador es Azim Yarajmedov. El embajador de Eritrea en Rusia es Teklay Minassie Asgedom.

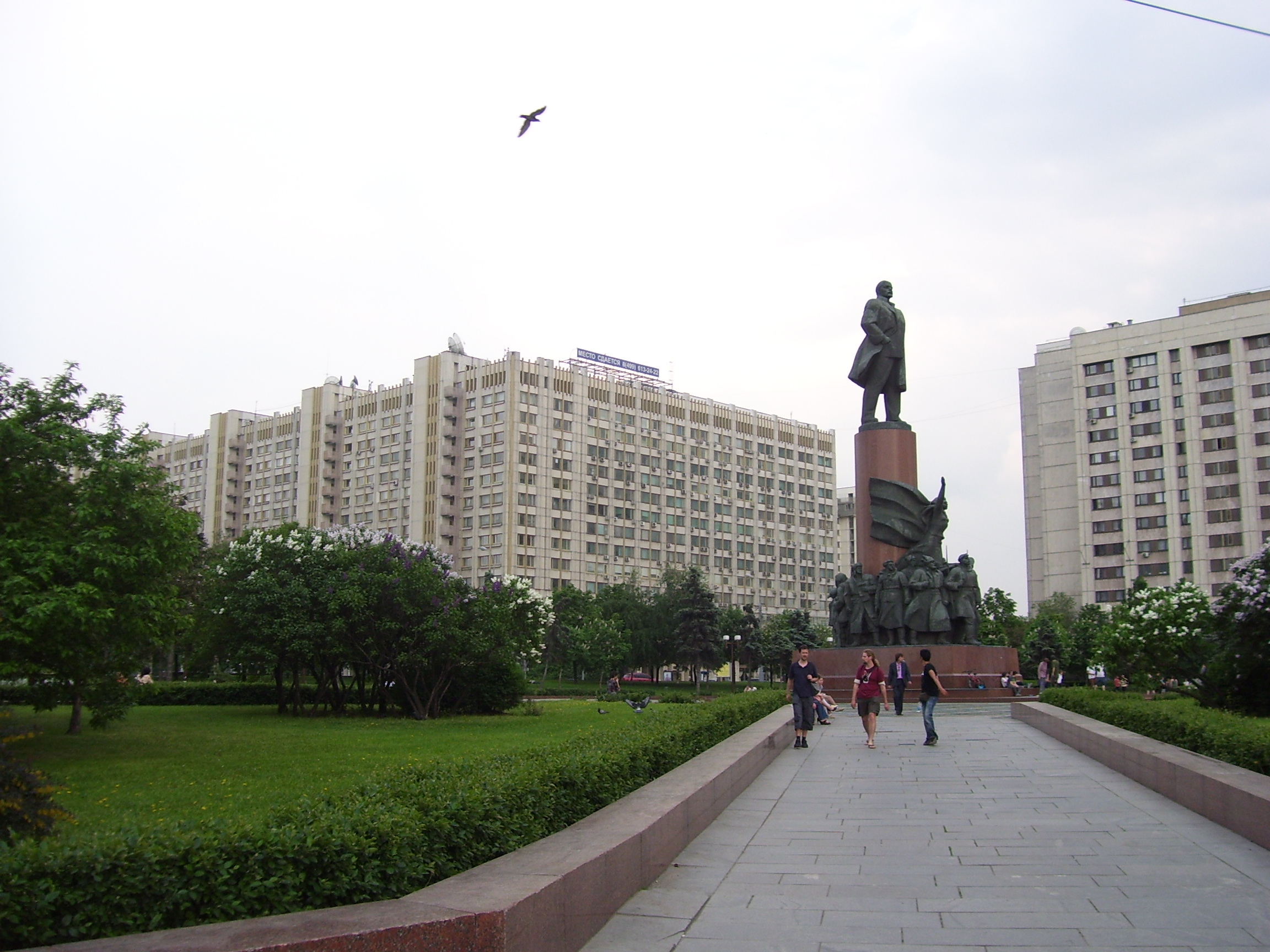
Embajada de Eritrea en Moscú.
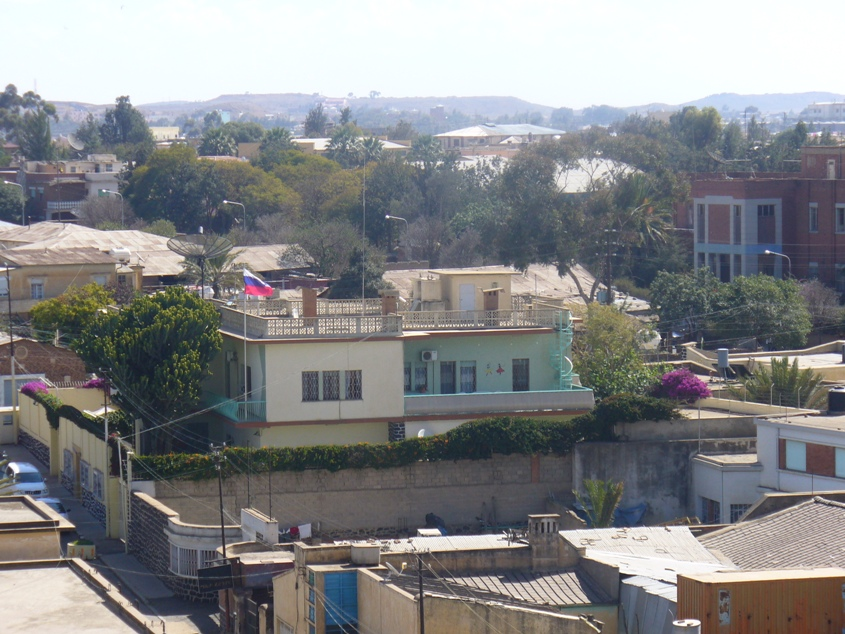
Embajada de Rusia en Asmara.